# Cantón de Audenge
El cantón de Audenge era una división administrativa francesa, que estaba situada en el departamento de Gironda y la región de Aquitania.

## Composición
El cantón estaba formado por ocho comunas:
- Andernos-les-Bains
- Arès
- Audenge
- Biganos
- Lanton
- Lège-Cap-Ferret
- Marcheprime
- Mios

## Supresión del cantón de Audenge
En aplicación del Decreto n.º 2014-192 de 20 de febrero de 2014, el cantón de Audenge fue suprimido el 22 de marzo de 2015 y sus 8 comunas pasaron a formar parte; seis del nuevo cantón de Andernos-les-Bains y dos del nuevo cantón de Gujan-Mestras.